# Otín (Klatovy)
Otín (v místním nářečí Votín) je vesnice, část města Klatovy ve stejnojmenném okrese v Plzeňském kraji. Nachází se asi 6,5 kilometru severovýchodně od Klatov. Otín leží v katastrálním území Otín u Točníku o rozloze 2,17 km².

## Historie
První písemná zmínka o vesnici pochází z roku 1379.

## Obyvatelstvo
| Rok            | 1869 | 1880 | 1890 | 1900 | 1910 | 1921 | 1930 | 1950 | 1961 | 1970 | 1980 | 1991 | 2001 | 2011 | 2021 |
| -------------- | ---- | ---- | ---- | ---- | ---- | ---- | ---- | ---- | ---- | ---- | ---- | ---- | ---- | ---- | ---- |
| Počet obyvatel | 249  | 259  | 255  | 183  | 181  | 175  | 158  | 127  | 146  | 128  | 118  | 119  | 115  | 110  | 119  |
| Počet domů     | 36   | 37   | 37   | 37   | 36   | 35   | 38   | 38   | 41   | 36   | 36   | 51   | 49   | 53   | 59   |

## Obecní správa
Při sčítání lidu v letech 1850–1975 Otín byl samostatnou obcí v okrese Klatovy. Od 1. července 1975 do 29. dubna 1976 byl částí obce Točník v okrese Klatovy. Od 30. dubna 1976 je částí města Klatovy ve stejnojmenném okrese. V letech 1850–1909 k obci patřily Kamýk a Těšnice.

## Pamětihodnosti
- Ve středu vesnice stojí otínský zámek založený ve druhé polovině šestnáctého století. Dochovaná podoba je výsledkem barokní a empírové přestavby. V době, kdy patřil pražskému advokátovi Janu Měchurovi, na zámku pobýval František Palacký.[8]
- mohylník
- kaple svatého Jana Nepomuckého u zámku

## Osobnosti
V Otíně 11. února 1870 zemřel hudební skladatel Leopold Eugen Měchura.

## Galerie

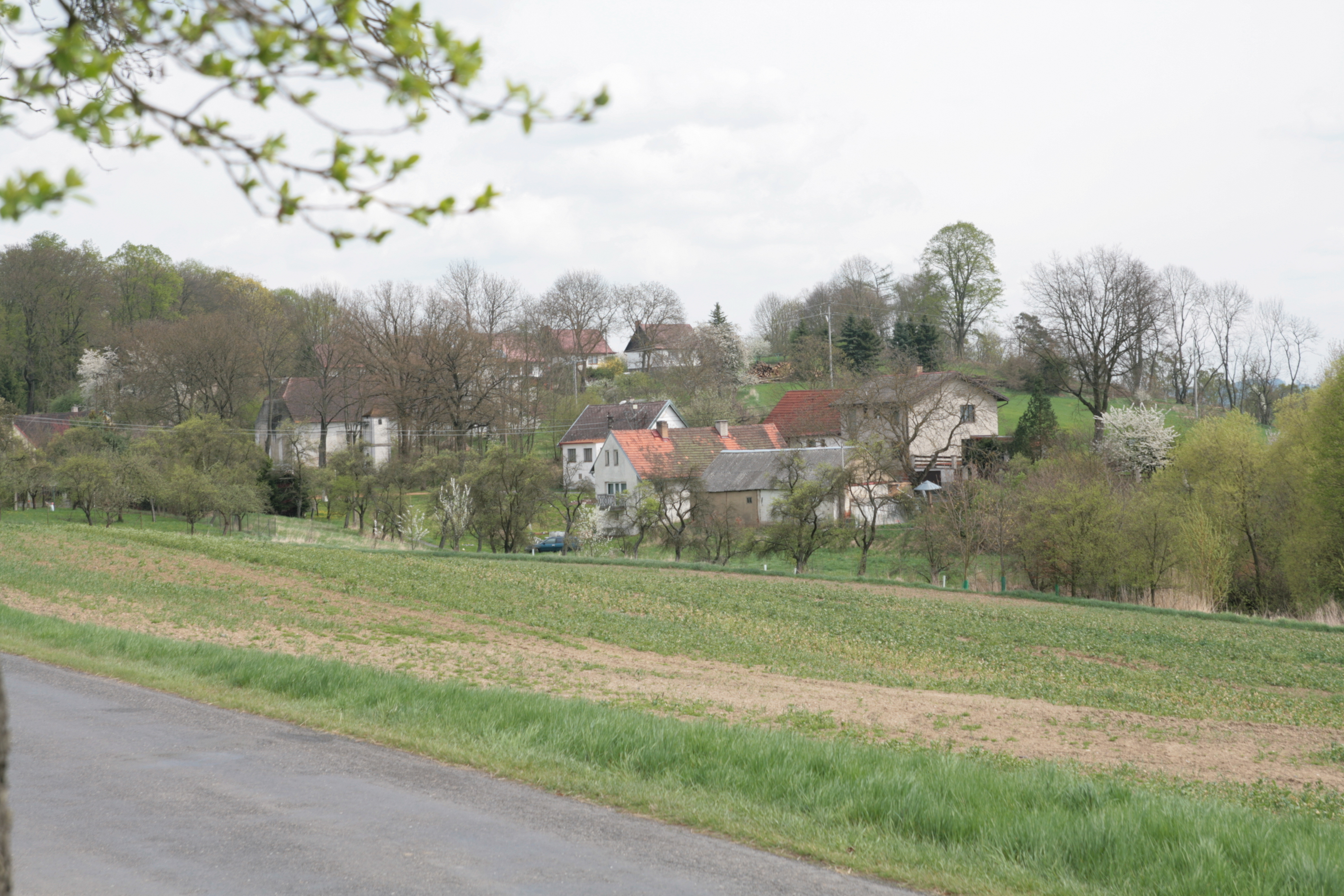
Pohled z dáli na Otín
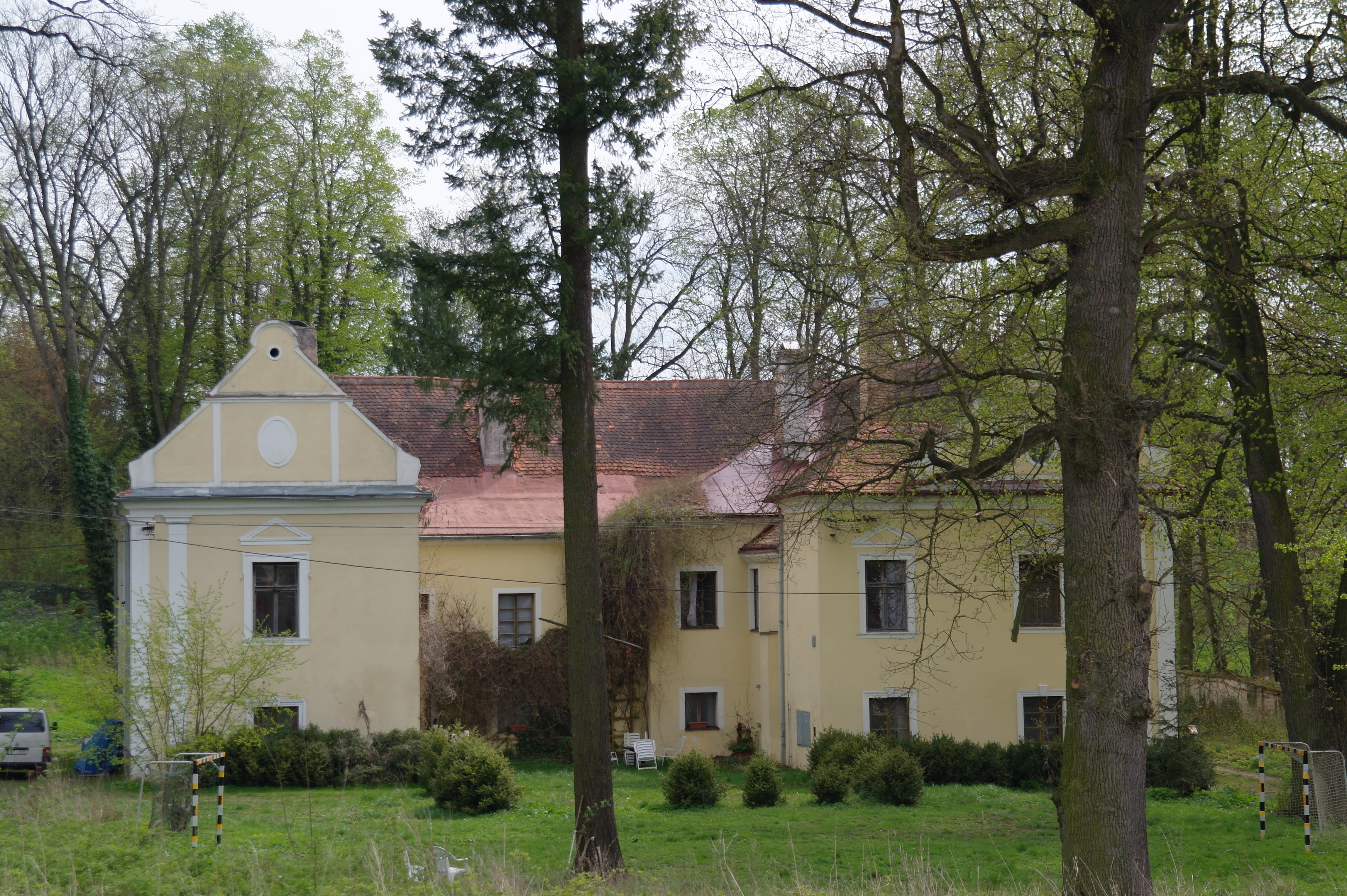
Zámeček
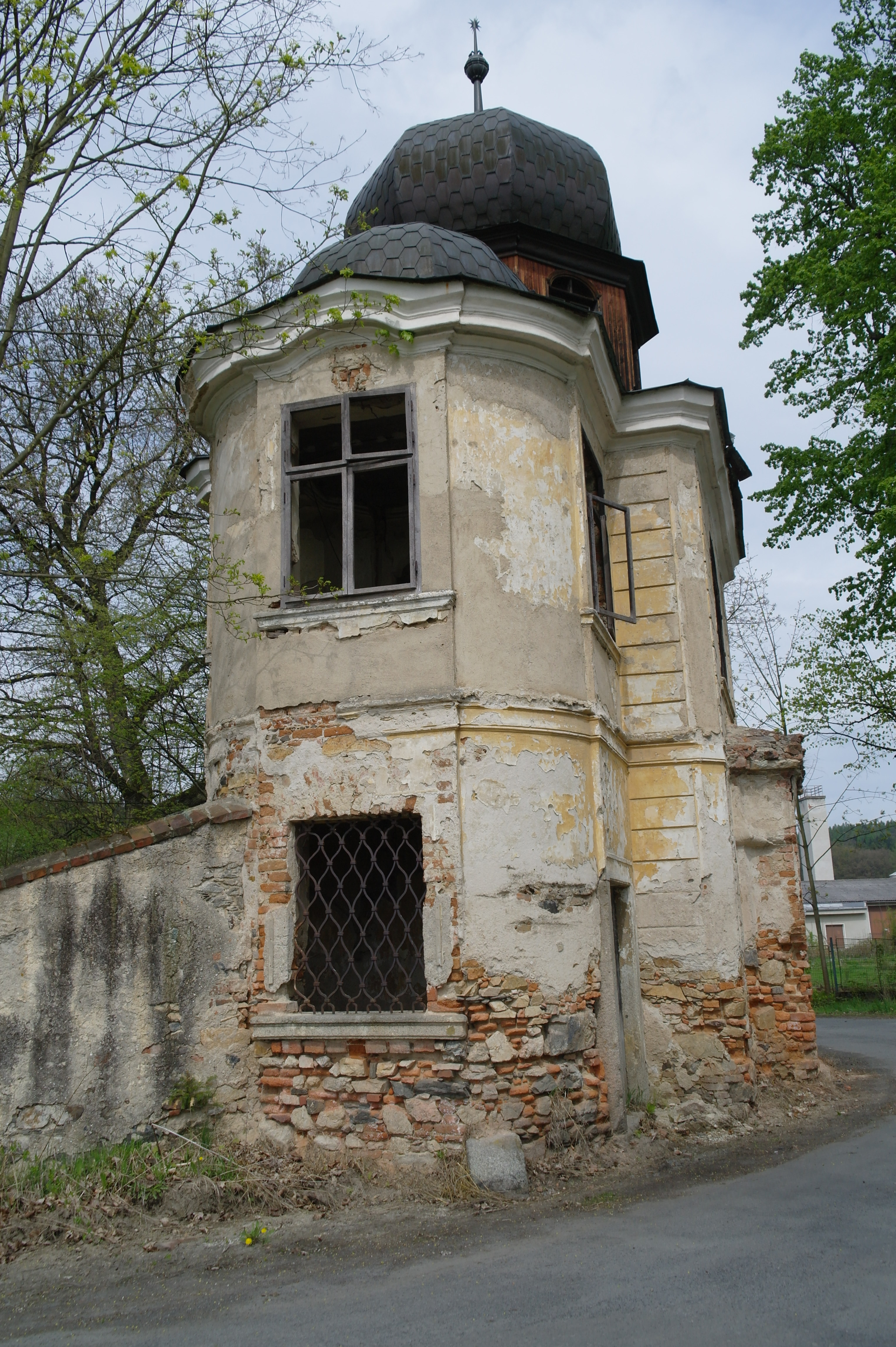
Gloriet z boku